# مونیک یانلا
مونیک یانلا (انگلیسی: Monique Iannella؛ زادهٔ ۱ اوت ۱۹۹۶) بازیکن فوتبال اهل استرالیا است.
وی همچنین در تیم‌های ملی فوتبال Australia women's national under-20 soccer team بازی کرده‌است.